# Stanton A. Coblentz
Stanton A. Coblentz, född 24 augusti 1896, död 6 september 1982, var en amerikansk författare och poet. Han tog en masterexamen och började skriva med framgång 1920. Den första science fictionskrift han publicerade var The Sunken World i juli 1928. Denna var en satir om Atlantis publicerad i Amazing Stories Quarterly.